# Anna King
Anna King (* 9. Dezember 1937 als in Philadelphia, Pennsylvania als Anna Dolores Williams; † 21. Oktober 2002 ebenda) war eine US-amerikanische Soulsängerin.

## Musikalische Laufbahn
Anna King begann mit zwölf Jahren als Gospelsängerin und startete erst als 24-Jährige 1961 ihre säkulare Gesangskarriere mit einer Schallplattenaufnahme bei der kleinen Plattenfirma Malibu mit den Titeln In Between Tears und So in Love With You. 1963 entdeckte sie James Brown, der sie als Ersatz für Tammi Terrell in seine James-Brown-Revue einbaute. Beeindruckt von ihrem mitreißenden Soulgesang vermittelte er ihr einen Plattenvertrag bei der Plattenfirma Smash Records und produzierte mit ihr mehrere Singles sowie 1964 die Langspielplatte Back to Soul. Auf der LP sang King mehreren Soul- und Blues-Hits, die teilweise von James Brown komponiert worden waren. Auf der Platte waren auch Kings beide Charterfolge enthalten, die sie mit den Titeln If Somebody Told You und Baby Baby Baby (ein Duett mit Bobby Byrd) erzielt hatte. Mit beiden Songs war sie 1964 in die Hot 100 des US-Musikmagazins Billbord aufgenommen worden und hatte die Plätze 67 bzw. 52 erreicht. 1964 trennte sich King von Brown und Smash. Bei End Records veröffentlichte sie ihre letzte Schallplatte mit einem Antwortsong auf James Brows Hit Papa's Got a Brand New Bag. Kings Antwort lautete Mama's Got a Bag of Her Own. Nach dem Ende ihrer Schallplatten-Karriere trat sie zusammen mit dem ehemaligen Schlagzeuger von James Brown Sam Lathan auf, später mit anderen Sängern der Soulszene. Duke Ellington engagierte sie als Gospelsängerin für einige seiner Konzerte. Mitte der 1970er Jahre wurde sie Priesterin, bis sie 2002 im Alter von 64 in ihrer Heimatstadt Philadelphia starb.

## Diskografie

### Alben
- 1964: Back to Soul

### Singles
| A/B-Seite                                                     | Katalog-Nr. | Veröffentlichung |
| ------------------------------------------------------------- | ----------- | ---------------- |
|                                                               | Malibu      |                  |
| In Between Tears / So in Love With You                        | 1020        | April 1961       |
|                                                               | Ludix       |                  |
| You Don’t Love Me Anymore / The Big Change                    | 103         | April 1963       |
|                                                               | Smash       |                  |
| If Somebody Told You / Come and Get These Memories            | 1858        | Dezember 1963    |
| Baby Baby Baby (& Bobby Byrd) / Baby Baby Baby (instrumental) | 1884        | März 1964        |
| Make Up Your Mind / If You Don’t Think                        | 1904        | Juli 1964        |
| Come on Home / Sittin’ in the Dark                            | 1942        | Oktober 1964     |
| That’s When I Cry / Tennessee Waltz                           | 1970        | Februar 1965     |
|                                                               | End         |                  |
| Mama’s Got a Bag of Her Own / Sally                           | 1126        | Oktober 1965     |